# Hemiceras linea
Hemiceras linea är en fjärilsart som beskrevs av Achille Guenée 1852. Hemiceras linea ingår i släktet Hemiceras och familjen tandspinnare. Inga underarter finns listade i Catalogue of Life.